# Циданта I
Циданта I (Цидантас I) — царь Хеттского царства, правил приблизительно в 1560 — 1550 годах до н. э.

## Правление
«Указ Телепину» сообщает, что когда близкая смерть Хантили I стала неминуемой, его зять Циданта, который ранее выступал подстрекателем к убийству Мурсили I и, следовательно, был уже в зрелых годах, организовал нападение на Кассени (Писсени), сына Хантили I. Кассени пал вместе с сыновьями и челядью. Устранение наследника позволило Циданте претендовать на трон.
Правление Циданты I было, очевидно, коротким — он не оставил ни одной собственной надписи. Некоторые исследователи приписывали ему фрагмент договора с царём Киццувадны Пиллией.Однако против такой атрибуции текста имеются веские возражения. Прежде всего, «страна Адания» (= Адана), центральная часть Киццувадны, упоминается как провинция, потерянная следующим хеттским царём Аммуной. Поэтому Киццувадна не могла существовать в правление Циданты I как сложившееся государство, в связи с чем договор с Пиллией нужно приписывать его тёзке Циданте II.
Циданта I был убит своим сыном Аммуной (тем не менее последний заявил в своей надписи, что «взошёл на престол своего отца», словно не произошло ничего необычного.
| Древнее царство           |                                      |                  |
| Предшественник: Хантили I | царь хеттов ок. 1560 — 1550 до н. э. | Преемник: Аммуна |